# Lignany

Vzorec jednoho z lignanů - sekoisolariciresinol

Lignany jsou velkou skupinou nízkomolekulárních polyfenolů vyskytujících se v rostlinách, zejména v semenech, celých zrnech a zelenině. Jsou součástí stěn rostlinných buněk, zejména jejich vnější vrstvy. Patří k nejrozšířenějším metabolitům v tělech rostlin, kde zajišťují ochranu proti patogenům nebo se účastní na kontrole růstu rostliny. Název je odvozen z latinského slova dřevo.
Lignany jsou prekurzory fytoestrogenů. Mohou se tak v lidském organismu chovat jako fytoestrogeny nebo antioxidanty.

Vzorec jednoho z lignanů - justicidin A

## Struktura lignanů
Lignany jsou podobnou sloučeninou jako lignin, ale liší se od něj molekulovou hmotností. Lignany mají nízkou molekulovou hmotnost a jsou rozpustné ve vodě. Ligniny jsou vysokomolekulární polymery a jsou nestravitelné. Obě látky jsou polyfenolové sloučeniny, většina lignanů jsou difenoly. Lignany dělíme do osmy tříd: furofuran, furan, dibenzylbutan, dibenzylbutyrolakton, aryltetralin, arylnaftalen, dibenzocyklooktadien a dibenzylbutyrolaktol.

## Potravinové zdroje
Vysoké množství lignanů obsahují lněná semena a sezamová semínka. Mezi další potraviny obsahující lignany patří obiloviny (žito, pšenice, oves a ječmen), luštěniny, sója, tofu, brukvovitá zelenina (brokolice a zelí) a některé druhy ovoce (meruňky a jahody).  Dobrým zdrojem lignanů je také čaj.

Vzorec jednoho z lignanů - pinoresinol

## Trávení lignanů
Většina lignanů je metabolizováno střevní mikroflórou savců. Pomocí bakterií v tlustém střevě jsou lignany přeměněny na dvě jednoduché fenolové látky, enterolakton a enterodiol. Tyto látky se označují jako savčí lignany, protože se nacházejí pouze v těle savců. Vysoký obsah rostlinných lignanů ve stravě způsobuje vysokou hladinou enterolaktonu v krevním séru. Proto lignany slouží jako biomarker vysokého obsahu vlákniny v potravinách.

## Účinky lignanů
Savčí lignany prokázaly řadu významných fyziologických efektů. Obě látky vzniklé v savčím těle, enterolakton a enterodiol, zvyšují hladiny pohlavních hormonů estrogenů a androgenů. Lignany také působí jako antioxidanty a mohou i snižovat hladinu lipidů. Byl prokázán i jejich nepřímý vliv na snížení rizika kardiovaskulárních chorob a některých typů karcinomů.